# Czardaklija
Czardaklija (mac. Чардаклија, tur. Çardaklı) – wieś w gminie miejskiej Sztip w środkowej Macedonii Północnej.

## Demografia
Według spisu ludności z 2021 we wsi Czardaklija mieszkało 262 mieszkańców.

### Rasy i pochodzenie
Według wyżej wspomnianych danych we wsi Czardaklija mieszkało 191 Macedończyków, 37 Arumunów, 9 Turków, 8 Romanów i 17 osób bez danych odnośnie pochodzenia.